# 巴恩迪波雷
巴恩迪波雷（Bandipore），是印度查谟和克什米尔班迪波拉縣的一个城镇。总人口25714（2001年）。

## 人口
该地2001年总人口25714人，其中男性13991人，女性11723人；0—6岁人口3064人，其中男1537人，女1527人；识字率51.49%，其中男性为61.21%，女性为39.88%。